# Olga Nikołajewa
Olga Wiktorowna Nikołajewa (ros. Ольга Викторовна Николаева; ur. 14 maja 1972 w Nowosybirsku) – rosyjska siatkarka, reprezentantka kraju, środkowa.
Zdobyła srebrny medal na Igrzyskach Olimpijskich w 2004 r. Została odznaczona tytułem Zasłużonego Mistrza Sportu, a także Orderem „Za zasługi dla Ojczyzny” II klasy 3 października 2006 r.
Karierę sportową zakończyła w 2009 r.

## Odznaczenia
- Odznaczona tytułem Zasłużonego Mistrza Sportu
- Order „Za zasługi dla Ojczyzny” II klasy (3 października 2006)